# Бат III
Бат III (на старогръцки: Βάττος ὁ Χωλός, на латински: Battos III) е цар на Кирена от около 555/550 пр.н.е. до 535/530 пр.н.е. от династията Батиади.

## Биография
Той последва баща си Аркесилай II. Майка му Ериксо и чичо му Леарх помагат при управлението.
Бат се жени за Феретима. Те имат син Аркесилай III и дъщеря Ладика, която се омъжва за египетския фараон Амасис II
Последван е от Аркесилай III (530 пр.н.е. – 515 пр.н.е.).